# Scooby-Doo és a Boo bratyók
A Scooby-Doo és a Boo bratyók vagy Scooby-Doo és a szellemirtók (eredeti cím: Scooby-Doo Meets the Boo Brothers) 1987-ben bemutatott amerikai televíziós rajzfilm a Hanna-Barbera stúdiójából, az első Scooby-filmje a Hanna-Barbera Superstars 10 című tévéfilmgyűjteménynek. Ezek a filmek a Scooby-Doo, merre vagy? című eredeti, 1969-1970-ig sugárzott rajzfilmsorozat alapján készültek. A következő pedig a Scooby-Doo és a vámpírok iskolája és a Scooby-Doo és a vonakodó farkasember volt, amely 1988-ban, egy évvel később került bemutatásra. Az ebben a korszakban készült Scooby-Doo-filmek főszereplői Bozont Rogers, Scooby-Doo és Scrappy-Doo voltak. (az eredeti rajzfilmsorozatban nem ez volt a felállás)
A forgatókönyvet Jim Ryan írta, a rajzfilmet Paul Sommer és Carl Urbano rendezte, a zenéjét Sven Libaek szerezte, a producere Kay Wright volt.
Amerikában 1987 szeptember 19-én a Syndication vetítették le. Magyarországon két szinkronos változat is készült belőle, amelyekből az elsőt 1995. július 11-én adták ki VHS-en, a másodikat 2003. szeptember 16-án DVD-n is kiadták.

## Cselekmény
Bozont egy déli ültetvényt örököl Beauregard bácsikájától, amit Scoobyval és Scrappyvel meg is látogat. A hely környékén egy halom gyémánt van elásva, amit igyekeznek megtalálni, ám sok ijesztő dolog, köztük a bácsi szelleme nehezíti meg a dolgukat. Ám segítségük is érkezik a Boo bratyók személyében, akik maguk is szellemek ugyan, de más szellemek elkapásával foglalkoznak.

## Szereplők
| Szereplő              | Eredeti hang     | Magyar hang               | Magyar hang               |
| Szereplő              | Eredeti hang     | 1. magyar változat (1995) | 2. magyar változat (2003) |
| --------------------- | ---------------- | ------------------------- | ------------------------- |
| Scooby-Doo            | Don Messick      | Kristóf Tibor             | Vass Gábor                |
| Scrappy-Doo           | Don Messick      | Bolba Tamás               | Minárovits Péter          |
| Bozont Rogers         | Casey Kasem      | Pusztaszeri Kornél        | Fekete Zoltán             |
| Freako                | Ronnie Schell    | Verebély Iván             | Sótonyi Gábor             |
| Shreako               | Rob Paulsen      | Rudas István              | Fazekas István            |
| Meako                 | Jerry Houser     | Orosz István              | Seszták Szabolcs          |
| Farquard              | Arte Johnson     | Szűcs Sándor              | Háda János                |
| Csontváz szellem      | Arte Johnson     | Kardos Gábor              | Kránitz Lajos             |
| T.J. Buzby            | Sorrell Booke    | Kardos Gábor              | Kránitz Lajos             |
| Rufus Buzby           | Sorrell Booke    | Varga Tamás               | Zágoni Zsolt              |
| Sadie Mae Scroggins   | Victoria Carroll | Dögei Éva                 | Németh Kriszta            |
| Billy Bob Scroggins   | William Callaway | Bácskai János             | Hamvas Dániel             |
| Beauregard szelleme   | William Callaway | Komlós András             | Orosz István              |
| Szellem a padláson    | William Callaway | Komlós András             | Orosz István              |
| Fej nélküli lovas     | William Callaway | Komlós András             | Gardi Tamás               |
| Gorilla               | William Callaway | F. Nagy Zoltán            | Galambos Péter            |
| főcímzenés boszorkány | June Foray       | Némedi Mari               | Bessenyei Emma            |
| felolvasó             | –                | Bozai József              | Koncsol Endre             |

## DVD
Az Amerikai Egyesült Államokban a Warner Home Video 2003. május 6-án kiadta DVD-n is a filmet.
Magyarországon szintén a Warner Home Video adta ki a filmet magyar szinkronnal, 2003. szeptember 16-án. A filmet a Cartoon Network és a Boomerang is gyakran sugározza az azonos szinkronnal.